# Sampaio Corrêa Futebol e Esporte
Sampaio Corrêa Futebol e Esporte é uma agremiação esportiva do distrito de Sampaio Correa, da cidade de Saquarema, no estado do Rio de Janeiro, fundada a 20 de fevereiro de 2006.
O complexo esportivo Ciro Carvalho contendo cinco campos somados ao estádio oficial, projetado para mil pessoas, está em fase de construção. O CT terá o apelido de Ninho do Galo e o estádio, Lourival Gomes de Almeida, será conhecido como Lourivalzão.
O mascote da agremiação é o Galinho da Serra, por ser uma espécie de ave primitiva da Região dos Lagos, predominantemente com habitat nas serras que circundam o complexo esportivo. As cores do Sampaio Corrêa são o azul, branco e o amarelo.

## História
O clube-empresa da Região dos Lagos estreou no profissionalismo da Terceira Divisão de Profissionais do Rio de Janeiro em 2006 comandado pelo treinador Márcio Bitencourt e pelo preparador físico Conrado Vignoli, onde ficou em primeiro lugar em sua chave ao fim da primeira fase do campeonato, à frente do também classificado Rio Bonito Atlético Clube e dos eliminados Bela Vista Futebol Clube e Faissal Futebol Clube [en]. Chegando à segunda fase, eliminou em jogos de ida e volta o Juventus Futebol Clube. Na terceira fase, bateu o Cardoso Moreira Futebol Clube na primeira partida por 3–1 e empatou sem abertura de contagem na segunda, mas por ter escalado um jogador em condição irregular, foi eliminado da competição, ficando em sexto na classificação geral.
Em 2007, se classificou em segundo lugar em sua chave na primeira fase, atrás somente do Clube Atlético Castelo Branco e à frente do terceiro classificado Canto do Rio Football Club e dos eliminados Bela Vista Futebol Clube e Esporte Clube Nova Cidade. Na segunda fase, ficou em quarto (último), sendo eliminado da competição. Se classificaram na chave Aperibeense Futebol Clube e Teresópolis Futebol Clube, ficando o eliminado Semeando Cidadania Futebol Clube na terceira colocação.
Em 2008, é segundo na primeira fase em seu grupo, atrás somente do Quissamã Futebol Clube, que viria a conquistar o campeonato. O terceiro na chave, também classificado, foi o São João da Barra Futebol Clube e o Tanguá Esporte e Cultura foi eliminado. Na segunda fase se classifica em segundo no grupo, atrás somente do São João da Barra Futebol Clube, superando os eliminados Barra Mansa Futebol Clube e Várzea Futebol Clube. Na terceira fase termina em terceiro e acaba eliminado em sua chave, que teve como classificados Quissamã Futebol Clube e Campo Grande Atlético Clube. O outro eliminado foi o Clube Atlético Castelo Branco.

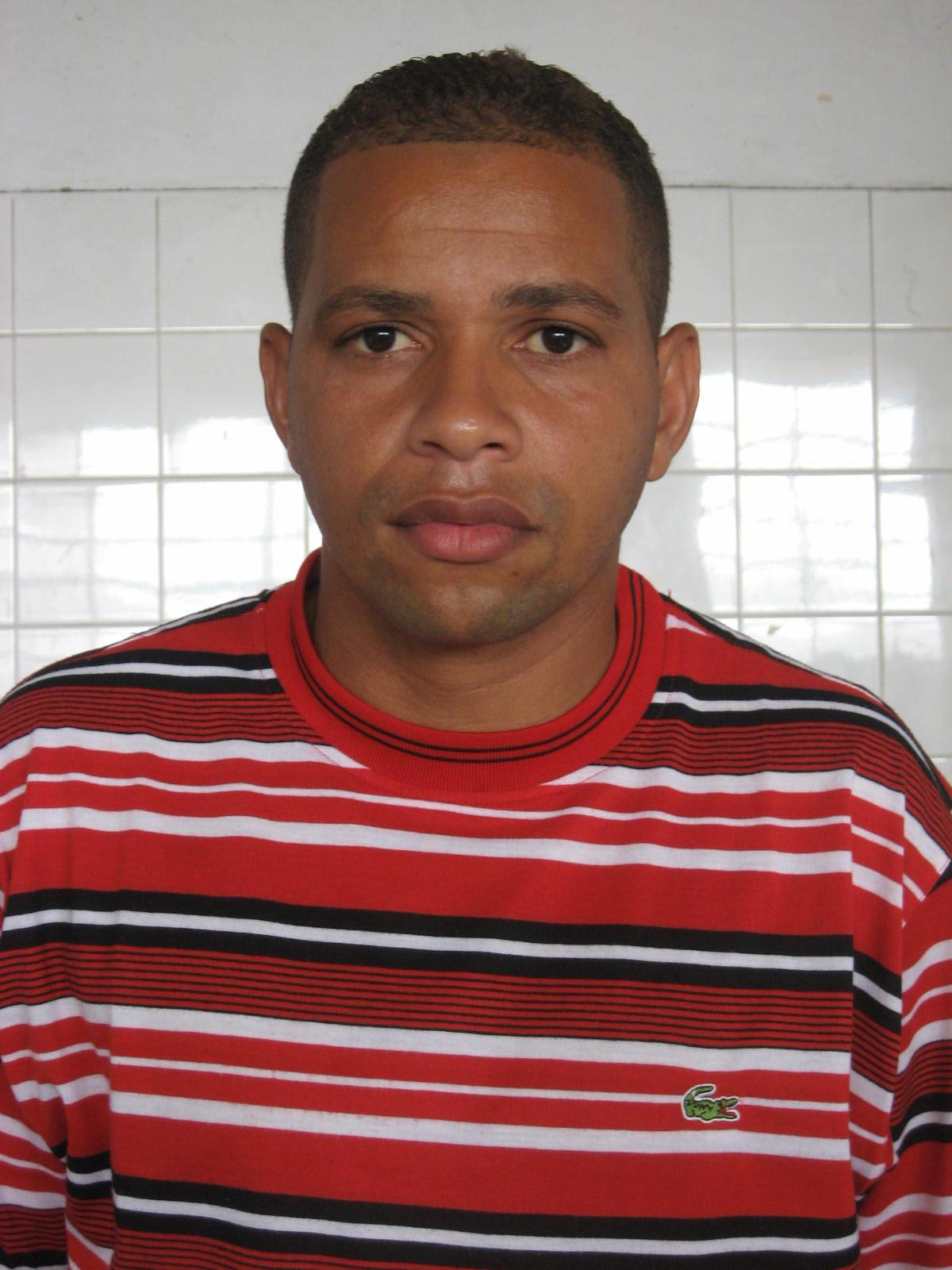
Aílton Magalhães, técnico vitorioso em 2009.

Em 2009, disputa a Terceira Divisão do Rio de Janeiro na categoria de Juniores e Profissional com grande êxito. Na primeira fase se classifica em segundo lugar, atrás somente do Rio das Ostras Futebol Clube e à frente do outro classificado na chave, Paraíba do Sul Futebol Clube, e dos eliminados Três Rios Futebol Clube e Real Esporte Clube. Na segunda fase termina como o primeiro colocado, à frente do outro classificado Paraíba do Sul Futebol Clube, e dos eliminados Independente Esportes Clube Macaé e Serrano Football Club. Na terceira fase se classifica em segundo, atrás somente do Rio das Ostras Futebol Clube. Leme Futebol Clube Zona Sul e União Central Futebol Clube são eliminados. Nas semifinais bate o Clube Atlético Castelo Branco, vencendo-o por 3–0 na partida de ida e perdendo fora por 2–1, chegando à final, sendo promovido, e pondo o adversário para disputar a terceira vaga. Finalmente na final vence o Fênix 2005 Futebol Clube fora de casa por 3–1 e por 3–0 em casa, coroando a sua grande campanha em 2009 com a conquista da Série C do Rio de Janeiro.
No Campeonato Carioca de Futebol de 2020 - Série B1 (atual Série A2) fez uma das melhores campanhas no geral, chegando a semifinal nos dois turnos. No primeiro turno, chegou a final, porém perdeu para o Nova Iguaçu. Na semifinal geral derrotou o time do Maricá no segundo jogo e conseguiu o acesso, se classificando para a fase preliminar da elite do Campeonato Carioca de Futebol de 2021. Na final geral foi derrotado pelo Nova Iguaçu. Devido a mudança de regulamento nas divisões do Campeonato Carioca, a edição de 2021 foi a última que possuiu a fase preliminar na elite e apenas o líder passou para a  

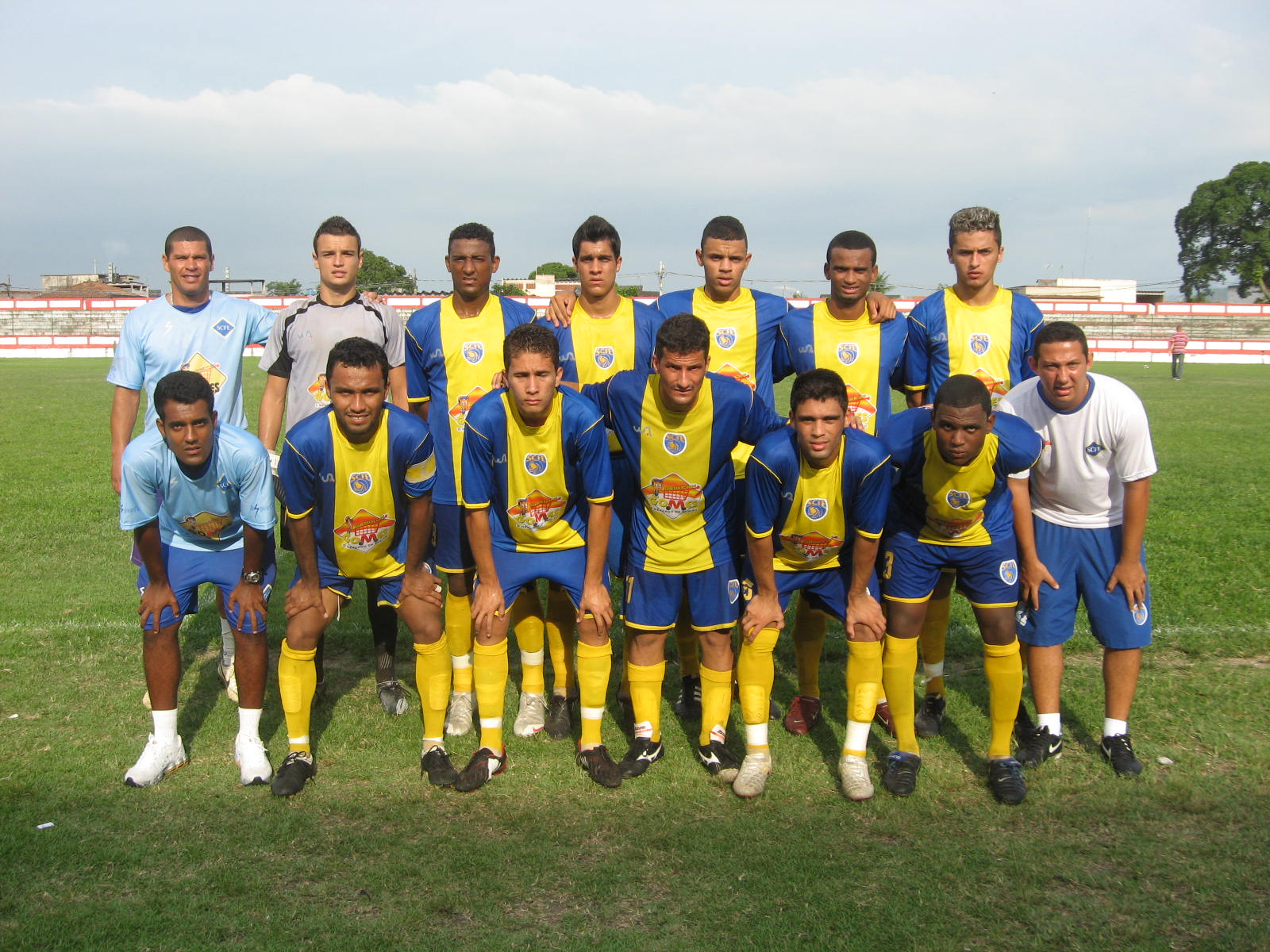
Sampaio Corrêa Futebol e Esporte

fase seguinte, enfrentando os outros 11 clubes já previamente classificados (incluindo os 4 grandes). O Sampaio Corrêa acabou terminando em 3º na fase preliminar e foi rebaixado novamente para a Série A2 no mesmo ano, juntamente com outros 5 clubes. 
Em 2023, o time do Sampaio Corrêa foi vice-campeão da Taça Santos Dumont, o que proporcionou a ida para o quadrangular final para disputa as finais do Campeonato Carioca - Série A2. No primeiro jogo das semifinais o Sampaio perde para o Artsul por 1–0. No jogo da volta o Galinho da Serra dá a volta por cima e vence por 3–1 jogando fora de casa. Sendo assim o time classificou para final do campeonato para enfrentar o Olaria Atlético Clube e no jogo de ida na Rua Bariri ficaram no empate de zero a zero. No jogo de volta o Sampaio Corrêa venceu o time do Olaria, por 3–1, sendo um gol de Octávio e dois de Elias, dois desses gols foram de penâlti. Elias foi o artilheiro do Campeonato com 8 gols. Sendo assim o Sampaio Corrêa Futebol e Esporte se consagra campeão do Carioca A2 no ano de 2023 e pela segunda vez em sua história irá disputar a primeira divisão do Campeonato Carioca de Futebol, sendo a primeira que enfrentará os grandes clubes, já que sua estreia na elite, em 2021, ficou apenas na fase preliminar.
Em 2025, o Sampaio terminou o Campeonato Carioca de 2025 fazendo uma ótima campanha, terminou em 5° lugar com 16 pontos, a 1 ponto de se classificar pra fase final, garantindo sua classificação para as semifinais da Taça Rio.
Pela Taça Rio conseguiu chegar à final contra o Madureira e venceu os dois jogos, sendo o primeiro jogo vencendo de virada por 2 a 1 e o jogo decisivo venceu de virada pelo placar de 4 a 2 e levantou a taça, além da vaga pela primeira vez na Copa do Brasil de 2026.

## Títulos
| ESTADUAIS | ESTADUAIS                     | ESTADUAIS | ESTADUAIS  |
|           | Competição                    | Títulos   | Temporadas |
| --------- | ----------------------------- | --------- | ---------- |
|           | Taça Rio                      | 1         | 2025       |
|           | Campeonato Carioca - Série A2 | 1         | 2023       |
|           | Campeonato Carioca - Série B1 | 1         | 2009       |
|           | Torneio Interior              | 1         | 2015       |

## Treinadores
| Nome                | Período | Ref.   |
| ------------------- | ------- | ------ |
| Márcio Bitencourt   | 2006    |        |
| Marcelo Carioca     | 2012    | [ 14 ] |
| Luiz Antônio Zaluar | 2012    | [ 15 ] |
| Antônio Carlos Roy  | 2012    |        |
| Rafael Soriano      | 2013    | [ 16 ] |
| Silvestre dos Anjos | 2023    | [ 17 ] |